# Edlau (Gemeinde Lasberg)
Edlau ist eine Ortschaft in der Marktgemeinde Lasberg im Bezirk Freistadt, Oberösterreich.

## Geografie
Die Ortschaft befindet sich unmittelbar nördlich Lasberg und südöstlich von Freistadt. Sie liegt im Einzugsbereich der Feldaist und besteht aus Edlau, dem Weiler Steinecker und einer Einzellage. Am 1. Jänner 2024 zählte die Ortschaft 136 Einwohner.

## Geschichte
- Ehemaliger Edelsitz Edlau